# Hamida Barmaki
Hamida Barmaki (* 4. Januar 1970 in Kabul; † 28. Januar 2011 ebenda) war eine afghanische Juraprofessorin, Menschenrechtsaktivistin und Politikerin. Sie wurde durch einen Selbstmordanschlag mit ihrer gesamten Familie getötet.

## Akademische Laufbahn
Hamida Barmaki wurde am 4. Januar 1970 in Kabul geboren. Nach dem Besuch der Ariana High School in Kabul (1977–1987) studierte sie Jura an der Fakultät für Rechts- und Politikwissenschaften der Universität Kabul. Ihre herausragenden akademischen Leistungen ermöglichten ihr als einer der ersten Frauen in Afghanistan eine Karriere im Justizdienst. Um die juristische Praxis kennenzulernen, absolvierte sie die „Stage“ genannte Ausbildung der afghanischen Generalstaatsanwaltschaft (1990–1991). Anschließend wurde sie zur Juraprofessorin an die Kabuler Universität berufen und lehrte dort von 1992 bis 2011.
Hamida Barmakis wissenschaftlicher Schwerpunkt bezog sich auf die Grundlagen des Zivilrechts. Sie gehörte zu den wenigen afghanischen Gelehrten, die eingehende Kenntnisse der islamischen und der westlich-kontinentalen Rechtstradition haben, auf denen das hybride afghanische Rechtssystem basiert. Ihre Arbeiten umfassen zahlreiche Zeitschriftenartikel und Bücher auf Dari, einschließlich einer wissenschaftlichen Arbeit über die „Interpretation von Statuten“ (Universität Kabul, 2002) und einer Magisterarbeit auf Englisch (Universität Bologna, unveröffentlicht, 2004). Ihr letztes Werk, eine ausführliche Abhandlung über das Gesetz der Pflicht, blieb unvollendet.
Hamida Barmakis akademische Arbeit war gekennzeichnet von einer tiefgründigen Kenntnis des komplexen afghanischen Rechtssystems. Um diesen Ziel zu erreichen, setzte sie nicht nur die klassischen Methoden der Auslegung des islamischen und säkularen Rechts ein, sondern untersuchte die rechtlichen Probleme auch aus vergleichender Perspektive, um so Ideen zur Lösung rechtlicher Probleme aus anderen Rechtsordnungen zu gewinnen. Dazu studierte sie die notwendige Literatur auf Dari, Englisch und Arabisch. An der Universität wurde Professor Barmaki von ihren Studenten und Kollegen für ihre analytischen Fähigkeiten und ihre geduldige und freundliche Art geschätzt.
Neben ihrem Abschluss von der Universität Kabul erwarb Barmaki einen Master in Development, Innovation and Change an der Universität Bologna, Italien. Im Dezember 2010 erhielt sie eine Einladung des Max-Planck-Institut für ausländisches und internationales Privatrecht in Hamburg, um die Arbeit an ihrer geplanten Doktorarbeit aufzunehmen. An ihrer Fakultät setzte sich Hamida Barmaki besonders für die Einrichtung eines LL.M.-Programms ein, das sie als eine wichtige Voraussetzung für die Ausbildung einer neuen Generation herausragender Juristen betrachtete.

## Einsatz als Menschenrechtlerin
Neben ihrer akademischen Laufbahn engagierte sich Hamida Barmaki seit jungen Jahren für Menschenrechte. Bereits als Moderatorin bei Radio Television Afghanistan (1985–1987) setzte sie sich für Frauenrechte ein. Während des Bürgerkriegs schrieb sie einen Artikel mit dem Titel „Die Rolle der Frauen beim sozialen Wiederaufbau Afghanistans“ (publiziert in „Afghanistan-i-Fardah“, Dari, 1993). Sie verknüpfte ihre akademische Arbeit mit dem gewaltlosen Kampf für die Rechte der Schwachen in der afghanischen Gesellschaft. Nach dem Sturz des Taliban-Regimes bekleidete sie mehrere öffentliche Ämter und wurde in verantwortungsvolle öffentliche Ämter berufen. Sie arbeitete als Mitglied im Frauenrat der Universität Kabul, als Repräsentantin in der Außerordentlichen Loja Dschirga (2002) sowie der Friedens-Dschirga (2009). Im Jahr 2009 gründete sie die Menschenrechtsorganisation Khorasan Legal Service Organization (KLSO). Diese verfolgte vorwiegend das Ziel, das Bewusstsein der Bürger für ihre Rechte zu schärfen und besonders Frauen sowie Randgruppen in der Gesellschaft unentgeltlichen rechtlichen Beistand anzubieten. Im selben Jahr, in dem die KLSO gegründet wurde, wurde Hamida Barmaki im Präsidentenpalast als eine mögliche Kandidatin für den Ministerposten im afghanischen Ministerium für Frauenangelegenheiten genannt.
Von März 2008 bis zu ihrem Tod arbeitete Hamida Barmaki als Vertreterin des Max-Planck-Instituts für ausländisches öffentliches Recht und Völkerrecht (MPIL), ein Forschungsinstitut mit Sitz in Heidelberg. Zusammen mit einer afghanisch-deutschen Gruppe von Wissenschaftlern initiierte und realisierte sie zahlreiche Projekte, um die Gesetzgebung und die Justizinstitutionen des Landes – insbesondere den Obersten Gerichtshof – zu modernisieren und die Entwicklung einer juristischen Wissenschaftskultur auf internationalem Niveau voranzutreiben.
Zuvor hatte sie andere bedeutende Positionen bekleidet, unter anderem als Projektkoordinatorin für das Institut International Pour Les Études Comparatives (IIPEC), Leiterin der Rechts- und Politikwissenschaftsabteilung des National Center for Policy Research und der Universität Kabul, (2006–2008) Rechtsberaterin der Afghanistan Research and Evaluation Unit (AREU) (2006), Direktorin des Womens Rights Awareness Programm der Asia Foundation (2004), Programmleiterin des Afghan Women Lawyer´s Council (2003–2004), Mitglied der Gender and Law Commission (UNIFEM) (2003–2004) und stellvertretende Dekanin der Fakultät für Rechts- und Politikwissenschaften an der Universität Kabul (2002).

## Kommissarin für Kinderrechte bei der AIHRC
Im Jahr 2009 wurde Hamida Barmaki zur Kommissarin für Kinderrechte bei der unabhängigen afghanischen Menschenrechtskommission (AIHRC) ernannt, erhielt ihre Tätigkeit für das Max-Planck-Institut allerdings aufrecht. In ihrer neuen Position fand sie nicht nur landesweite, sondern internationale Anerkennung. Hamida Barmaki bemühte sich um den Schutz für Kinder im kriegsgeprägten Afghanistan und reiste selbst in die Provinzen, um die Fälle zu untersuchen. Sie brachte auch Forschungsprojekte auf den Weg und zögerte nicht, die eigene Regierung zu kritisieren. Ein Ergebnis ihrer Arbeit ist eine Studie über die ansteigende Anzahl von Kindesmissbrauch. Unmittelbar nach der Veröffentlichung initiierte Hamida Barmaki ein gemeinsames Frauen- und Kinderrechtsseminar des Max-Planck-Instituts und der AIHRC. In der gleichen Zeit begann ihr Kampf gegen die Beschäftigung von Minderjährigen bei der afghanischen Polizei und gegen die „Praxis und andere Formen des sexuellen Missbrauchs“. Eine Vereinbarung hierzu wollten Vertreter des afghanischen Staates und der Vereinten Nationen zwei Tage nach ihrem Tod unterschreiben. Ferner befasste sich Professor Barmaki mit dem Problem der Minderjährigen. Zusammen mit Aktivisten aus der Zivilgesellschaft, Akademikern und Juristen von staatlichen Institutionen entwickelte sie Heiratsformulare und andere Instrumente, die auf eine Verbesserung des Schurtzes minderjähriger Mädchen zielten.
Hamida Barmaki bezog auch Position in der Diskussion über die Relevanz des Gewohnheitsrechts im afghanischen Justizsystem. Sie befürwortete dezidiert ein modernes Gerichtswesen nach westlichem Muster, wie es schon vor dem Afghanischen Bürgerkrieg existiert hatte. Vorschläge zur Legalisierung der traditionellen Institutionen und Formen der Konfliktlösung wie die Paschtunen-Dschirgas, die Menschen-, Frauen- sowie Kinderrechte weitgehend ignorieren, lehnte sie ab.

## Tod und Gedenken
Am Freitag, 28. Januar 2011, wurden Hamida Barmaki, ihr Ehemann Massoud Yama (* 1968) – ein Arzt am Sardar-Mohammad-Daoud-Khan-Krankenhaus und Mitarbeiter des Finanzministeriums – und ihre vier Kinder Narwan Dunia (* 1995), Wira Sahar (* 1997), Marghana Nila (* 2000) und Ahmad Belal (* 2007) bei einem Anschlag im „Finest“-Supermarkt in Kabul ermordet.
Mindestens zwei weitere Personen starben bei dem Anschlag, darunter die Richteranwärterin Najia (b. Siddiqullah Sahel), die an einer vom Heidelberger Max-Planck-Institut unter Mitarbeit von Hamida Barmaki organisierten Juristenausbildung teilnahm. Siebzehn Personen wurden verletzt. Hizb-i Islāmī sowie die Taliban übernahmen die Verantwortung für den Anschlag. Gleichwohl behauptete ein Mann, der die Tat später gestand, er gehöre zum Haqqani-Netzwerk. Der Angriff kam völlig unerwartet, da sich solche Vorfälle kaum während des afghanischen Wochenendes ereignen. Der Hintergrund des Anschlags blieb unklar; er könnte gegen Mitarbeiter der privaten Sicherheits firma Academi (vormals Xe bzw. Blackwater) gerichtet gewesen sein, gegen französische Diplomaten oder gegen einen hochrangigen afghanischen Politiker.
Kommentatoren kritisierten die Tatsache scharf, dass die afghanische Regierung offen „Friedensgespräche“ mit den gleichen Organisationen führte, welche die Verantwortung für diesen Akt extremer Gewalt gegen Zivilisten für sich beanspruchten.
Etwa zweitausend Freunde und Kollegen kamen zur Beerdigung am 29. Januar 2011. Am nächsten Tag gedachten über zehntausend Menschen der Verstorbenen in der großen Id Gah Mosque in Kabul. Internationale Medien wie die New York Times, die Frankfurter Allgemeine Zeitung und La Repubblica berichteten über die Ereignisse.
Die Menschenrechtskommission (AIHRC) organisierte am 1. Februar 2011 eine weitere Gedenkfeier. Bereits unmittelbar nach ihrem Tod wurde Barmaki vielfach als shahid (Märtyrerin) bezeichnet. Allerdings wurden diverse Stimmen laut, die sich gegen die Verwendung dieses Ausdrucks wandten, da der Begriff des Märtyrers zugleich von terroristischen Gruppierungen gebraucht wird. Dies werde dem friedlichen Engagement und dem toleranten Charakter Barmakis nicht gerecht. Insgesamt führten ihre außerordentlichen Errungenschaften sowie die große Anteilnahme infolge ihres Todes dazu, dass sie inzwischen als Symbolfigur in der afghanischen Gesellschaft angesehen werden kann.
Pläne akademischer Kollegen, eine Gedenkstätte zur Erinnerung an Hamida Barmaki auf dem Campus der Universität Kabul zu errichten, wurden seitens der Universitätsleitung ebenso zurückgewiesen wie das Vorhaben, eine moderne juristische Bibliothek an der Fakultät für Rechts- und Politikwissenschaften einzurichten und nach ihr zu benennen, obwohl die deutsche Bundesregierung die hierfür notwendigen finanziellen Ressourcen anzubieten bereit war. Ein bereits für die Bibliothek gemaltes Porträt der Juristin übergaben Vertreter des Max-Planck-Instituts der Unabhängigen Afghanischen Menschenrechtskommission. Ein Ersuchen, wonach der Kreisverkehr vor dem „Finest-Supermarkt“ nach Hamida Barmaki benannt werden soll, ist beim Präsidenten Afghanistans anhängig.
Einige von Hamida Barmakis engsten Kollegen gründeten die Hamida Barmaki Organization for the Rule of Law (HBORL) in Kabul. Diese Nichtregierungsorganisation wurde nach ihr benannt, um Hamida Barmakis herausragendes Engagement für Rechtsstaatlichkeit und Menschenrechte in Afghanistan zu würdigen. Darüber hinaus hat die Max-Planck-Stiftung für Internationalen Frieden und Rechtsstaatlichkeit ein akademisches Programm nach Hamida Barmaki benannt, in dessen Rahmen „Hamida-Barmaki-Doktorandenstipendien“ an afghanische Juristen und Rechtsdozenten vergeben werden. Die Max-Planck-Stiftung und die Hamida Barmaki Organization arbeiteten zeitweise eng zusammen.
Die Universität Leicester (Großbritannien) und die Universität Graz (Österreich) veranstalteten Gedenkfeiern, um an Professor Barmakis Engagement auf dem Feld der Rechtsstaatlichkeit und der Menschenrechte zu erinnern.
Ihre Schwester, die Dichterin Abeda Sakhi, widmete ihr das Gedicht The Garden.

## Publikationen (Auswahl)
- 2008 – Schuldrecht (Lehrbuch, Universität Kabul)
- 2007/2008 – Ursachen für politische Instabilität und mögliche Optionen für ihre Verbesserung in Afghanistan (National Center for Policy Research, Universität Kabul)
- 2007 – Politische Frauenrechte im Islam (Zeitschriftenartikel, veröffentlicht im „Huquq“-Magazin der Fakultät für Rechts- und Politikwissenschaften)
- 2006 – Frauenrechte im Islam und in Afghanistans Statuten (Broschüre, Asia Foundation, Kabul)
- 2006 – Reba und die Gründe ihrer Verhinderung (Zeitschriftenartikel, veröffentlicht im „Adalaat“ Magazin des Justizministeriums)
- 2006 – Individuelle Verträge (Zeitschriftenartikel, veröffentlicht im „Huquq“ Magazin der Fakultät für Rechts- und Politikwissenschaften)
- 2005 – Die Rolle der Frau beim Wiederaufbau Afghanistans, Integration von Frauen in den Arbeitsmarkt, Status im Exil und Entwicklung von ICT (Masterarbeit, Universität Bologna, Italien)
- 2004 – Gewalt gegen Frauen (Zeitschriftenartikel, veröffentlicht im „Human Rights Magazine“, Kabul)
- 2004 – Politische Idiome der Verfassung und das Bonner Abkommen (National Center for Policy Research, Kabul University)
- 2004 – Polygamie (Zeitschriftenartikel, veröffentlicht im „Human Rights Magazine“, Kabul)
- 2004 – Die politischen Rechte der afghanischen Frauen (Zeitschriftenartikel, veröffentlicht im „Human Rights Magazine“, Kabul)
- 2003 – Friedliche Ansätze zur Konfliktlösung (Zeitschriftenartikel, veröffentlicht im „ICRC Magazine“, Kabul)
- 2002 – Interpretation der Statuten (Abschlussarbeit veröffentlicht durch die Universität Kabul)
- 1993 – Die Rolle der Frau beim sozialen Wiederaufbau Afghanistans (Artikel veröffentlicht in der Broschüre „Afghanistan-i-Fardah“)
- 1991 – Raub in der kriminologischen Ermittlung (wissenschaftliche Abhandlung, Universität Kabul)